# Phtheochroa baracana
Phtheochroa baracana es una especie de polilla de la familia Tortricidae. La envergadura es de 14–18 mm. Se han registrado vuelos en adultos de junio a agosto.

## Distribución
Se encuentra en América del Norte, donde se ha registrado desde Nueva Jersey, Misuri, Alberta, Illinois, Indiana, Kentucky, Maine, Ohio, Pennsylvania en Vermont.